# Philipp Simonsson
Philipp Simonsson († Sommer 1217 auf Løvøya in Borre (heute Teil von Horten)) war ein norwegischer König der Baglerpartei.
Seine Eltern waren der Lehnsmann Simon Kåresson († 1189) und Margrete oder Ingjerd Arnesdotter. 1209 heiratete er Kristin Sverresdatter († 1213), Tochter König Sverres und dessen Frau Margrete Eriksdotter (um 1155–1209). Er war der Enkel von Ingrid Ragnvaldsdatter (um 1100–um 1170) und Neffe des Bischofs Nikolas Arnason von Oslo.
Philipp war der letzte Bagler-König, aber nicht der letzte Gegenkönig. Nach ihm kam noch Skule Bårdsson. Er regierte von 1207 bis zu seinem Tode 1217. Nach einem Vergleich 1208 herrschte er über Oppland und den größten Teil von Viken als Souverän. Er war sowohl mit dem schwedischen als auch mit dem norwegischen Königshaus sowie mit den mächtigen Adelsgeschlechtern in Vestlandet verwandt. Die Mutter wird in der Heimskringla Margarete, in der Morkinskinna Ingjerd genannt. Sie war Tochter des Lehnsmannes Arne Kongsmåg zu Stårheim († um 1170) und der Tochter des schwedischen Königs Ragnvald († um 1130). Sie war vorher mit König Harald Gille verheiratet gewesen. Aus dieser Ehe war Inge Krogrygg hervorgegangen.
Nach dem Tode König Håkon Sverressons am Neujahr 1204 sammelten sich die Bagler in Dänemark aufs Neue und wurden dabei vom dänischen König Waldemar II. unterstützt. Waldemar zog 1204 mit einer großen Flotte nach Viken, das er wieder unter dänische Oberherrschaft bringen wollte. Philipp begleitete ihn. Er und der Bischof von Oslo Nikolas wollten ihn zum Bagler-König erheben. Aber die Bagler wählten statt seiner Erling Steinvegg. Philipp wurde sein Jarl. Nach dänischen Annalen schworen beide dem dänischen König den Lehnseid. Damit war die dänische Oberhoheit über Viken wiederhergestellt.
In den folgenden Jahren unternahm Jarl Philipp als Heerführer einige Kriegszüge gegen die Birkebeiner. Als Erling 1207 starb, übernahm Philipp die Führung der Bagler. Er wurde mit Unterstützung von Bischof Nikolas und der Bevölkerung, aber gegen den Wunsch des Heeres, das lieber einen der minderjährigen Söhne Erlings als König gesehen hätte, auf dem Borgarting zum König gewählt. Diese Wahl deutet darauf hin, dass die Bevölkerung nicht mehr willens war, weiterhin militärische Aktionen mitzutragen, was bei einem minderjährigen König unter militärischer Vormundschaft zu erwarten gewesen wäre. Die gleiche Kriegsmüdigkeit war auch bei den Birkebeinern zu spüren, indem sich die Bevölkerung und der Bischof gegen das professionelle Militär stellten. Beides führte dann 1208 zum Frieden von Kvitsøy.

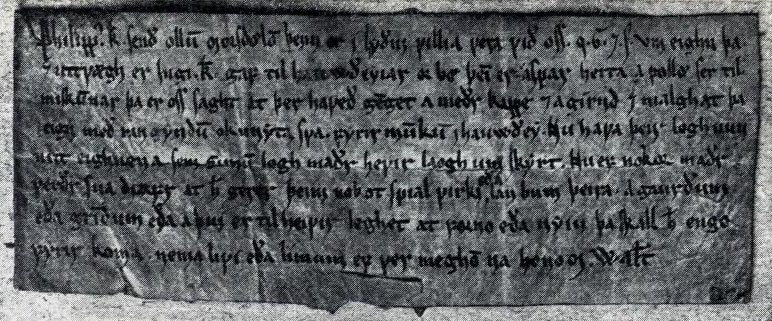
Ein Brief von Philipp Simonsson. Er stellt den ältesten erhaltenen norwegisch-royalen Brief dar.

Die Triebkräfte hinter dem Frieden von Kvitsøy waren der Erzbischof Tore Gudmundsson und Bischof Nikolas. Die Macht im Lande wurde geteilt. Philipp bekam Oplandet und Viken von Svinesund bis Rygjarbit. Ein weiterer Gegenstand des Vergleichs war die Heirat zwischen Philipp und Kristin Sverresdatter. Nach den Böglunga sögur soll Kristin dabei die Bedingung gestellt haben, dass Philipp den Königstitel führe, und dass Bischof Nikolas ihr dies versprochen habe. Dem stimmte aber König Inge Bårdsson nicht zu, und seine größere militärische Präsenz bei den Verhandlungen setzte durch, dass Philipp den Königstitel aufgeben und das Königssiegel herausgeben und in einem Treueverhältnis zu Inge stehen solle. Der Konflikt wurde offenbar sogar dem Papst vorgetragen, ohne dass dort eine abschließende Entscheidung getroffen wurde. Philipp führte den Königstitel weiter, und das Königssiegel lieferte er nicht aus. Auch die isländischen Annalen bezeichnen ihn regelmäßig als König. Damit war Frieden zwischen dem Birkebeiner-Reich und dem Bagler-Reich eingetreten. Das Regierungszentrum lag in Oslo. Der älteste im Original erhaltene norwegische Königsbrief stammt von Philipp.
Mit Kristin hatte Philipp ein Kind, das nur wenige Tage lebte. Als Inge Bårdson 1217 starb und Håkon Håkonsson zum Nachfolger gewählt worden war, verlangte Philipp die Herrschaft über halb Norwegen. Doch kurz darauf starb er, und die Bagler schlossen sich Håkon an.